# Antônio Gouveia
Antônio Carlos Aguiar Gouveia, noto come Carlão (Rio Branco, 20 aprile 1965), è un ex pallavolista ed ex giocatore di beach volley brasiliano.
Giocava nel ruolo di schiacciatore.

## Carriera

### Pallavolo

Carlão (secondo da destra) alla premiazione del campionato mondiale per club 1990

Inizia la carriera nel Náutico de Fortaleza passando successivamente nel Copagaz.
Nel 1986 firma per il Minas con cui vince il suo primo campionato brasiliano. Nella stagione seguente passa al Pirelli con cui vincerà un altro campionato brasiliano e due campionati paulisti.
Nella stagione 1990-91 fa la sua prima esperienza all'estero, in Italia, venendo ingaggiato dalla Pallavolo Parma con cui vincerà due campionati italiani, una Coppa Italia e una Coppa CEV e un campionato mondiale per club.
Nella seconda metà del 1994 viene richiamato in patria dalla federazione brasiliana, come tutti i suoi compagni di nazionale, venendo tesserato dal Ginástica, con cui vincerà, giocando la finale con un piede fratturato, un campionato brasiliano.
Nella stagione 1996-97 passa al Frigorífico Chapecó. L'anno seguente firma per l'Olympikus prima di dedicarsi per due anni al Beach Volley.
Ritorna nel volley giocato firmando per il Minas con cui vince il suo quarto campionato brasiliano e un campionato mineiro.
Alternandosi sempre con le partite da beach, nel 2000 firma per disputare il campionato carioca con il Vasco da Gama, vincendolo. Un grave infortunio gli impedisce di disputare il campionato, dovendo annunciare prematuramente il proprio ritiro.
Ritorna, a sorpresa, nella seconda metà della stagione 2002-03 giocando con l'Unisul e riuscendo ad arrivare secondo in campionato. A fine stagione annuncia il suo ritiro.
Con la nazionale brasiliana fa parte della "Geração de Ouro", vincendo la medaglia d'oro alle Olimpiadi di Barcellona, sette campionati sudamericani e una World League.

### Beach Volley
Giocando prevalentemente in coppia con Paulo Emilio Silva nel circuito brasiliano. Nel circuito internazionale partecipa ad un paio di tornei ottenendo sempre risultati modesti

## Palmarès

### Club
- Campionato brasiliano: 4

1986, 1988-89, 1994-95, 1999-00
- Campionato italiano: 2

1991-92, 1992-93
- Coppa Italia: 1

1991-92
- Campionato Paulista: 2

1987, 1988
- Campionato Carioca: 1

2000
- Campionato Mineiro: 1

1999
- Coppa CEV: 1

1991-92

### Nazionale (competizioni minori)
- Giochi panamericani 1987
- Giochi panamericani 1991
- World Top Four 1992

### Premi individuali
- 1996 - Superliga brasiliana: MVP